# Wybory prezydenckie w Iranie w 2009 roku
Wybory prezydenckie w Iranie odbyły się 12 czerwca 2009 roku (ponieważ zwycięzca pierwszej tury uzyskał więcej niż 50% druga tura wyborów, zaplanowana na 19 czerwca 2009 już się nie odbyła). Start w wyborach zapowiedzieli m.in. reprezentujący opcję reformatorską, były prezydent Mohammad Chatami, Mir-Hossein Mousavi, Mahdi Karrubi, urzędujący prezydent Iranu Mahmud Ahmadineżad, Mohsen Rezaji.
W połowie marca Mohammad Chatami wycofał swoją kandydaturę z walki o prezydenturę. Chatami zapowiedział, że poprze innego umiarkowanego kandydata, Mira-Hosejna Musawiego.
Uprawnionych do głosowania było około 46 milionów obywateli. Po ogłoszeniu oficjalnych wyników wyborów w Iranie doszło zamieszek. Po czterech dniach od wyborów, 16 czerwca, pod wpływem masowych protestów Rada Strażników zapowiedziała ponowne przeliczenie głosów.

## Kampania wyborcza
Jednym z narzędzi kampanii wyborczej kandydata sił reformatorskich Mir-Hosejna Musawiego stał się Internet. Możliwość dotarcia tą drogą do elektoratu zostało jednak ograniczona w związku z zastosowaną przez obecne władze blokadą Facebooka (serwis został odblokowany po kilku dniach). Tegoroczna kampania nie była wolna od przemocy - 5 i 6 czerwca na ulicach Teheranu doszło do starć pomiędzy zwolennikami Ahmadineżada i Mahdiego Karubiego.

## Przebieg wyborów
Z powodu wysokiej frekwencji głosowanie, które miało zakończyć się o godz. 18:00 przedłużono do godz. 21:30. Główny rywal urzędującego prezydenta, Mir-Hosejn Musawi, obawiając się sfałszowania wyników wyborów poprosił swoich zwolenników, aby w noc po wyborach nie kładli się spać i czuwali, a w razie prób manipulacji wynikami głosowania zgromadzili się pod ministerstwem spraw wewnętrznych lub komisjami wyborczymi.

## Wyniki wyborów
Po zamknięciu lokali wyborczych zarówno obecny prezydent Mahmud Ahmadineżad jak i jego główny kontrkandydat Mir-Husajn Musawi ogłosili swoje wyborcze zwycięstwo powołując się na szczątkowe rezultaty 1/5 zliczonych głosów podanych przez IRNA. Zwolennicy Musawiego twierdzili, że zdobył on 58-60% głosów, mimo że Szef Komisji Wyborczej oświadczył wtedy, że Musawi zdobył tylko 28% głosów. Wieczorem Musawi ostrzegł Irańczyków przed możliwością masowych oszustw wyborczych i zwrócił się do swoich zwolenników o czujność przez całą noc do momentu zliczenia wszystkich głosów. Według danych Państwowej Komisji wyborczej frekwencja wyniosła 82%.
|                                                                                  | Abadgaran                  | Mahmud Ahmadineżad  | 24 527 516 | 63,29% |
|                                                                                  | Irański Ruch Reformatorski | Mir-Hossein Mousavi | 13 216 411 | 34,10% |
|                                                                                  | niezależny/konserwatysta   | Mohsen Rezaji       | 678 240    | 1,75%  |
|                                                                                  | Etemad-e-Melli             | Mahdi Karubi        | 333 635    | 0,86%  |
| Suma                                                                             | Suma                       | Suma                | 38 755 802 | 100%   |
| Źródło: BBC Persian aktualizacja: 13 czerwca godz. 10:09 według czasu irańskiego |                            |                     |            |        |

### Wątpliwości w sprawie wyników wyborów
W wystąpieniu telewizyjnym z czwartku na piątek (z 11 na 12 czerwca) Mohsen Rezaji przedstawił listę 170 okręgów wyborczych, w których frekwencja w czasie głosowania miała wynieść od 95 do 140%.
We wtorek 16 czerwca 2009 Rada Strażników ogłosiła, że gotowa jest przeliczyć powtórnie głosy, w tych obszarach, w których przegrani kandydaci kwestionują wyniki wyborów, a ona dopatrzy się poważnych uchybień proceduralnych. Sprzeciwiła się jednak anulowaniu całego głosowania.
20 czerwca Rada Strażników zaproponowała trzem przegranym kandydatom – Musawiemu, Rezajemu oraz Karubiemu – przeliczenie na nadzwyczajnym posiedzeniu Rady, w ich obecności, 10% losowo wybranych głosów. Na posiedzeniu pojawił się jedynie Mohsen Rezaji.
24 czerwca swój wniosek w sprawie nieprawidłowości podczas wyborów prezydenckich wycofał Mohsen Rezaji. Swoją decyzję umotywował trudną sytuacją polityczną i społeczną w kraju oraz zbyt małą ilością czasu Rady Strażników do rozpatrzenia wniosku. Łącznie do organu tego wpłynęło ponad 600 wniosków.
Boudewijn F. Roukema z toruńskiego Uniwersytetu Mikołaja Kopernika zastosował do wyników wyborów prawo Benforda, zwykle stosowane w kryminalistyce do wykrywania oszustw podatkowych. Prawo to obowiązuje dla wielu zmiennych obserwowanych w świecie rzeczywistym, jednak nie jest zwykle spełnione, gdy ktoś wymyśla liczby starając się, by wyglądały na przypadkowe. Roukema zaobserwował, iż rozkład pierwszych cyfr liczby głosów oddanych w wyborach w poszczególnych okręgach na Mehdiego Karroubiego nie zgadza się z rozkładem Benforda (poziom istotności 0,007). Wśród pierwszych cyfr dwukrotnie częściej niż powinna pojawia się siódemka. Anomalie występują w trzech z sześciu największych okręgów i są to właśnie okręgi w których aktualny prezydent Mahmud Ahmadineżad miał proporcjonalnie wyższe poparcie niż w reszcie kraju. Jednakże statystycy Nate Silver i Andrew Gelman wyrazili sceptycyzm w kwestii znaczenia tego wyniku.
Po przeliczeniu 10% losowo wybranych głosów Rada Strażników Konstytucji potwierdziła wyborcze zwycięstwo dotychczasowego prezydenta Iranu, Mahmuda Ahmadineżada, i odrzuciła wszelkie oskarżenia o nieprawidłowości w czasie przeprowadzania wyborów.
Ponowny wybór prezydenta Mahmuda Ahmadineżada poparło również Stowarzyszenie Naukowców z Kum, nie popierające początkowo jego kandydatury. Odmienne zdanie prezentuje kilkunastu naukowców ze Zgromadzenia Nauczycieli i Naukowców, które skrytykowało nie tylko wynik wyborów prezydenckich, ale także działanie Rady Strażników – kwestionując jej niezależność i bezstronność.

## Zamieszki powyborcze

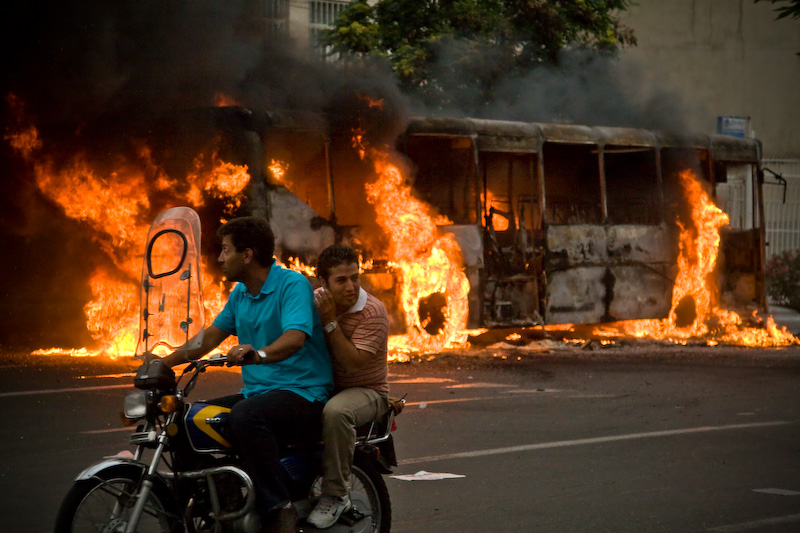
Zamieszki w Iranie

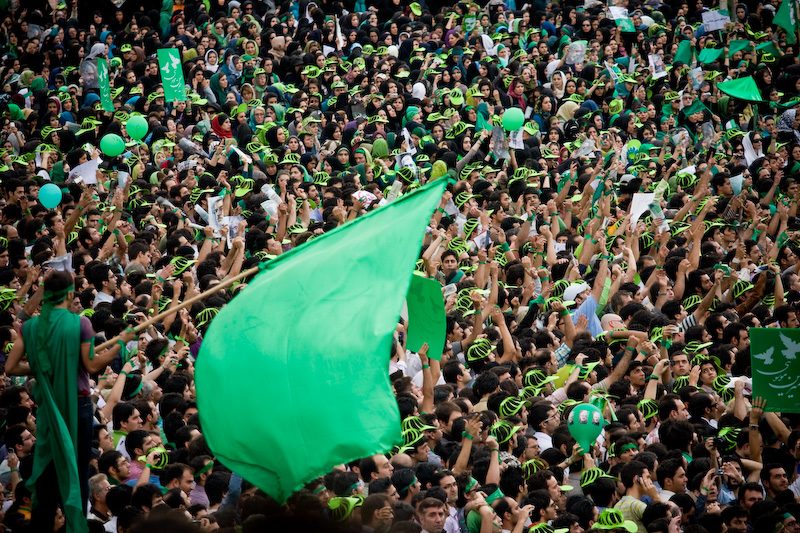
Pochód zwolenników Musawiego w Teheranie

Po ogłoszeniu oficjalnych wyników przez irańskie MSW, na ulicach Teheranu i innych większych miast kraju wybuchły zamieszki, oceniane na najpoważniejsze od ponad 10 lat. Istnieją podejrzenia, iż wybory zostały sfałszowane.
Zamieszki zostały wywołane przez zwolenników Mir-Hosejna Musawiego. Co najmniej trzy osoby zginęły, a pięć zostało rannych. Ponad 100 przedstawicieli obozu reformatorskiego zostało aresztowanych, w tym brat byłego prezydenta – Mohammad Reza Chatami. Wszyscy aresztowani byli członkami opozycyjnego względem Ahmadineżada ugrupowania Moszarekat. Władze Iranu – by ograniczyć demonstracje niezadowolonego społeczeństwa – zablokowały możliwość wysyłania sms-ów. Zablokowane zostały również strony internetowe zwolenników Musawiego oraz internetowy portal społecznościowy Facebook. Włoska telewizja RAI podała, że jej ekipa znalazła się w samym środku zamieszek pod sztabem Musawiego. Pobito ich irańskiego tłumacza, a policja skonfiskowała kamery i taśmy. 